# Hemigrammus tridens
Hemigrammus tridens és una espècie de peix de la família dels caràcids i de l'ordre dels caraciformes. A l'edat adult pot assolir 2 cm de llargària total.
Viu a àrees de clima tropical entre 23 °C - 25 °C de temperatura, a la conca del riu Paraguai a Sud-amèrica